# 明太祖第一次北伐
明太祖第一次北伐是1370年明朝北伐北元的战争。

## 背景
元惠宗自1368年北逃上都后一直逗留在明的邊境地区，并二次南侵以圖奪回原來的元朝首都大都复辟。洪武二年（1369年），明将常遇春、李文忠率步卒八万，骑士一万，自北平（明朝将大都改称为北平）往取开平，1369年六月，元惠宗迁都應昌府，和位于燕山的大都不過兩三天的馬上路程，形成了實在的軍事威脅。明军北追数百里，俘宗王庆生及平章鼎住等，一律处决。俘虏将士万人，车万辆，马三万匹，牛五万头。蓟北元军全部覆灭。常遇春在凯旋途中病死于柳河川，李文忠代为经略。

## 过程
明太祖朱元璋鑒于北宋末年燕山一帶在兩年之內得而復失的前車之鑒，決定北征消灭北元。洪武三年（1370年）正月初三日，命右丞相徐达为征虏大将军，浙江行省平章李文忠为左副将军，都督冯胜为右副将军，御史大夫邓愈为李文忠副将，中山侯汤和为冯胜副将，出兵進攻北元。朱元璋根据當時元惠宗在應昌府，扩廓帖木儿在定西的情况，决定『分兵为二道：一令大将军自潼关出西安捣定西，以取王保保（即扩廓帖木儿）；一令左副将军出居庸关入沙漠以追元主，使其彼此自救，不暇应援。况元主远居沙漠，不意吾师之至，为孤豚之遇猛虎，取之必矣，事有一举而两得者，此是也。』并命大同指挥金朝兴、大同都督同知汪兴祖（即张兴祖）等先期进攻山西、河北北部作为佯攻吸引北元兵力。
二月二十五日，佯攻部隊金朝兴一軍攻克东胜州（今内蒙古托克托）。三月二十三日，汪兴祖一軍攻克武州（今山西五寨）、朔州（今山西朔县）。
三月二十九日，徐达率主力攻到定西，并于四月八日在沈儿峪（在定西北）大败扩廓帖木儿。扩廓帖木儿逃往和林（今蒙古乌兰巴托西南哈尔和林）。四月丙戌（儒略歷5月23日），元惠宗因痢疾去世于應昌府，終年五十一歲，在位三十八年。其子爱犹识理达腊在和林继位为元昭宗。五月初一日，徐达派邓愈去招撫吐蕃，自己則率主力南攻克陕西略阳、沔州（今勉县）、兴元（今汉中）。五月二十三日，徐达一軍回到西安。
另一路李文忠一軍出居庸关经野狐岭，在五月初于白海骆驼山擊敗北元太尉蛮子、平章沙不丁朵耳只八剌，再于开平（今内蒙古多伦西北）擊敗北元平章上都罕。五月二十一日，李文忠大败應昌府的北元守軍，攻克這個一個月前還是首都的北元重鎮。俘虏元惠宗嫡孙买的里八剌、元朝后妃宫人、诸王省院达官士卒等，并获宋元玉玺金宝十五件、宣和殿玉图书一、玉册二、镇圭大圭玉带玉斧各一，及驼马牛羊无数，遣人俱送京师。元昭宗爱猷识理达腊与数十骑遁去。李文忠亲率精骑追之，至北庆州，不及而还。在回师途中，李文忠还攻克了兴州（今河北滦平），北元軍民3.69万余人投降；在红罗山（今辽宁锦州境内），北元軍民又有6000余人投降。十月初六日，北元已無成建制的抵抗，徐达、李文忠等奉命班师回朝，明軍第一次北征大獲全勝。